# Molophilus (Lyriomolophilus) neolyratus
Molophilus (Lyriomolophilus) neolyratus is een tweevleugelige uit de familie steltmuggen (Limoniidae). De soort komt voor in het Australaziatisch gebied.